# Xerophloea elongata
Xerophloea elongata är en insektsart som beskrevs av Paul W. Oman 1936. Xerophloea elongata ingår i släktet Xerophloea och familjen dvärgstritar. Inga underarter finns listade i Catalogue of Life.